# Estampes (Debussy)

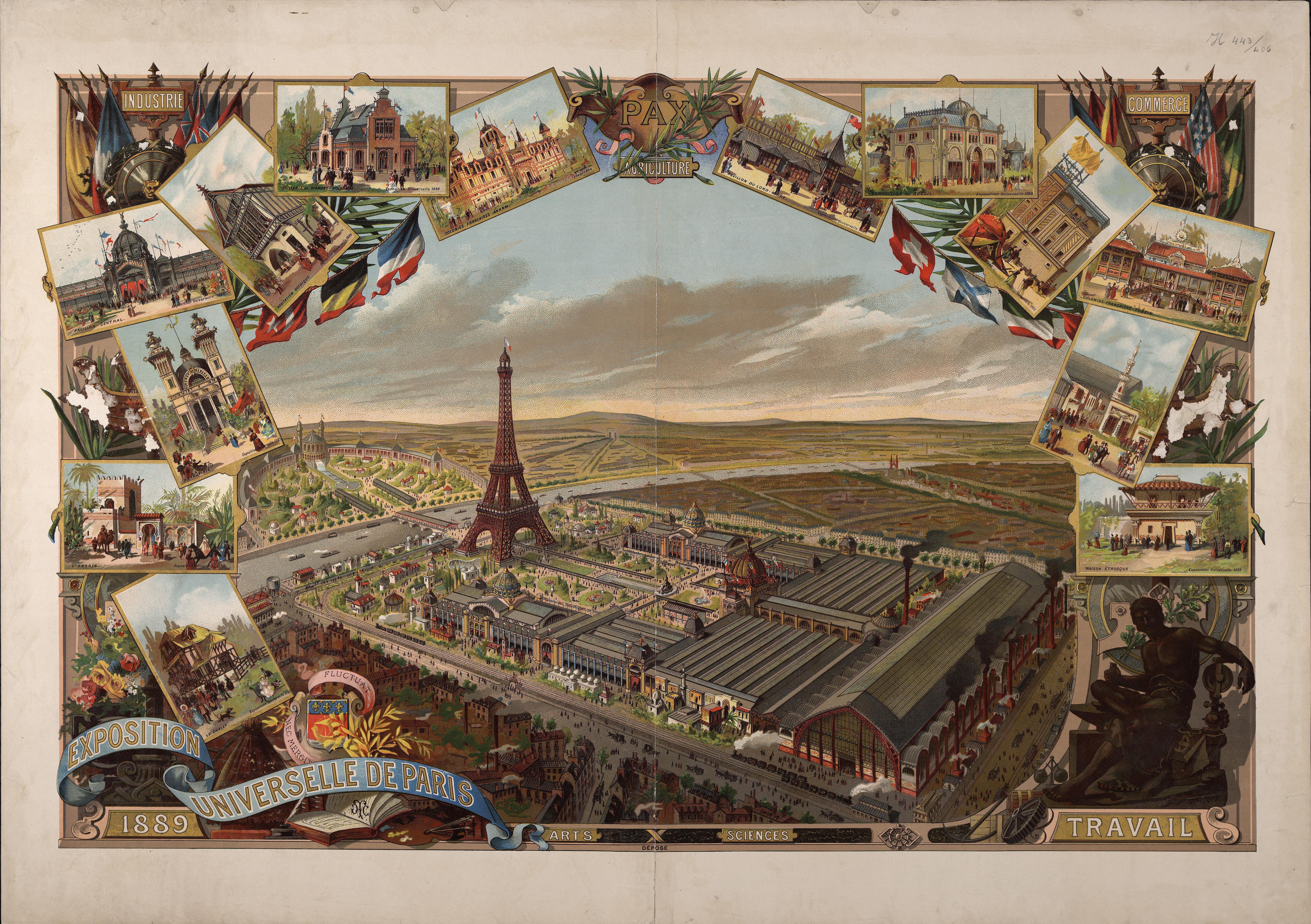
Postal de la Exposición Universal de 1889

Estampes es una obra para piano compuesta por Claude Debussy en 1903. El estreno tuvo lugar el 9 de enero de 1904 por el pianista catalán Ricardo Viñes en la Sala Érard de la Société nacional de música. Se trata de un tríptico de tres piezas bastante cortas tituladas Pagodes, La soirée dans Grenade y Jardins sous la pluie.
La primera, Pagodes, nacida del recuerdo de los músicos gamelán javaneses a quienes escuchó en la Exposición Universal de París de 1889, crea una arquitectura de sueño con melodías basadas en la escala pentatónica y en ritmos que se superponen como la música del gamelán.
La Soirée dans Grenade, evocación de Andalucía, la autenticidad de la cual debía elogiar Manuel de Falla, lleva por sí mismo una magia que se debe sobre todo a la intuición del músico.
Acompañado por el eco de las canciones infantiles (Nous n'irons plus au bois... Do, do, l'enfant do...), el brillante virtuosismo de Jardins sous la pluie ha hecho de esta tercera pieza, menos secreta que las dos anteriores, uno de los fragmentos favoritos de los pianistas.